# Léhar (Sénégal)
Pour les articles homonymes, voir Léhar.
Le Léhar (ou Laa) est une région de l'ouest du Sénégal, située au nord de Thiès.

## Géographie
Elle compte environ 18 villages : Baam, Bapate, Bargaro, Bësia, Bicoona, Duuñë, Gogon, Haak, Jalkin, Jëëfuñ, Joy, Kaadaan, Kii, Kolobaan, Pambaal, Sowaaboon, Tuubi, Yindën.

### Population
Elle est surtout peuplée de Sérères.
Ses habitants sont des Laalaa. Leur langue est le léhar ou laala, proche du noon.
Le catholicisme y est bien implanté et une congrégation d'Ursulines y est installée depuis 1981.

## Histoire
Entre 2019 et 2021, l'ONG a mis en place un projet visant à améliorer les pratiques agricoles.